# Philonotis acutissima
Philonotis acutissima är en bladmossart som beskrevs av Kindberg 1889. Philonotis acutissima ingår i släktet källmossor, och familjen Bartramiaceae. Inga underarter finns listade i Catalogue of Life.